# (2912) Lapalma
(2912) Lapalma est un astéroïde de la ceinture principale.

## Description
(2912) Lapalma est un astéroïde de la ceinture principale. Il fut découvert le 18 février 1942 à Turku par Liisi Oterma. Il présente une orbite caractérisée par un demi-grand axe de 2,29 UA, une excentricité de 0,07 et une inclinaison de 7,3° par rapport à l'écliptique.

## Compléments